# Liste der Biografien/Brek
Liste der Biografien |
Portal Biografien |
Personensuche
# |
A |
B |
C |
D |
E |
F |
G |
H |
I |
J |
K |
L |
M |
N |
O |
P |
Q |
R |
S |
T |
U |
V |
W |
X |
Y |
Z |
?
 
Ba |
Be |
Bd |
Bg |
Bh |
Bi |
Bj |
Bl |
Bm |
Bn |
Bo |
Br |
Bs |
Bu |
Bw |
By |
Bz
 
Bra |
Brc |
Brd |
Bre |
Brg |
Bri |
Brj |
Brk |
Brl |
Brn |
Bro |
Brp–Brt |
Bru |
Brv |
Bry |
Brz
 
Brea |
Breb |
Brec |
Bred |
Bree |
Bref |
Breg |
Breh |
Brei |
Brej |
Brek |
Brel |
Brem |
Bren |
Breo |
Brep |
Breq |
Brer |
Bres |
Bret |
Breu |
Brev |
Brew |
Brex |
Brey |
Brez
Die Liste der Biografien führt alle Personen auf, die in der deutschsprachigen Wikipedia einen Artikel haben. Dieses ist eine Teilliste mit 26 Einträgen von Personen, deren Namen mit den Buchstaben „Brek“ beginnt.

## Brek

### Breka
- Brekalo, Ante (* 1988), deutsch-kroatischer Schauspieler
- Brekalo, David (* 1998), slowenischer Fußballspieler
- Brekalo, Diana (* 1985), deutsche Pianistin
- Brekalo, Ivanka (* 1981), kroatische Schauspielerin
- Brekalo, Josip (* 1998), kroatischer Fußballspieler
- Brekalo, Marko (* 1992), kroatischer Fußballspieler
- Brekalo, Mirela (* 1956), kroatische Schauspielerin

### Breke
- Brekel, Piet van den (1932–1999), niederländischer Radrennfahrer
- Brekelbaum, Carl (1863–1956), deutscher Architekt, Bauunternehmer und Politiker (DNVP), MdHB, MdR
- Brekelenkam, Quiringh van († 1668), holländischer Genremaler
- Brekelmans, Maarten (* 1992), US-amerikanisch-niederländischer Eishockeyspieler
- Brekelmans, Ruben (* 1986), niederländischer Politiker
- Breker, Arno (1900–1991), deutscher Bildhauer und ArchitektArno Breker (1900–1991)

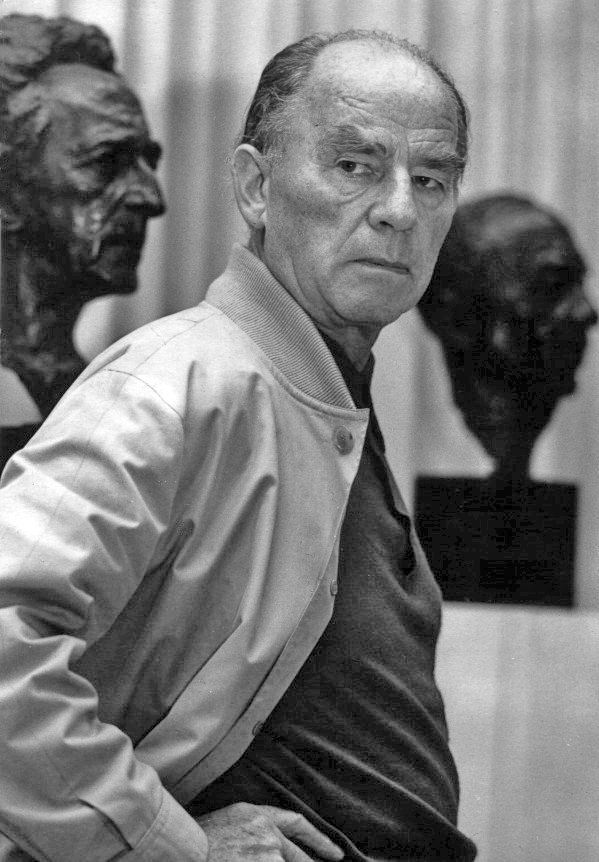
Arno Breker (1900–1991)

- Breker, Hans (1906–1993), deutscher Bildhauer und Maler
- Breker, Lieselotte (1960–2022), deutsche Sportschützin
- Breker, Walter (1904–1980), deutscher Gebrauchsgrafiker
- Brekewoldt, Hartwich († 1513), Ratssekretär der Hansestadt Lübeck
- Brekewoldt, Konrad (1350–1447), deutscher Politiker und Bürgermeister der Hansestadt Lübeck
- Brekewoldt, Konrad († 1480), deutscher Amtmann und Ratsherr der Hansestadt Lübeck
- Brekewoldt, Werner, Kirchenrechtler und zweiter Rektor der Universität Rostock

### Brekk
- Brekk, Lars Peder (* 1955), norwegischer Politiker (Senterpartiet), Mitglied des Storting
- Brekke, Ingrid (* 1969), norwegische Journalistin, Dozentin und Sachbuchautorin
- Brekke, Michele, US-amerikanische Raumfahrtsingenieurin
- Brekke, Paal (1923–1993), norwegischer Autor, Übersetzer und Kritiker

### Brekl
- Brekle, Herbert E. (1935–2018), deutscher Typograf und Sprachwissenschaftler
- Brekle, Wolfgang (1930–2019), deutscher Germanist und Hochschullehrer